# Achelia transfuga
Achelia transfuga är en havsspindelart som beskrevs av Stock, J.H. 1954. Achelia transfuga ingår i släktet Achelia och familjen Ammotheidae. Inga underarter finns listade i Catalogue of Life.